# Marcus Weiss
Marcus Weiss (* 1961 in Basel) ist ein Schweizer Saxophonist und Musikpädagoge.

## Leben
Weiss studierte Saxophon an der Hochschule für Musik Basel bei Iwan Roth und an der Northwestern University in Chicago bei Frederick L. Hemke. 1989 erhielt er den Solistenpreis des Schweizerischen Tonkünstlervereins. Seit 1995 ist er Professor für Saxophon und Kammermusik an der Hochschule für Musik der Fachhochschule Nordwestschweiz. Daneben gibt er Meisterklassen an Hochschulen u. a. in Paris, Madrid, London, Berlin, Wien, Porto und Riga und ist Dozent bei den Darmstädter Ferienkursen und der Ensemble-Akademie IMPULS in Graz. Mit dem Komponisten Giorgio Netti verfasste er das Fachbuch The Techniques of Saxophone Playing, das 2010 im Bärenreiter-Verlag erschien. 2014 war er Kurator der „Tage für neue Musik“ der Stadt Zürich.
Als Solist trat Weiss mit namhaften europäischen Orchestern und Ensembles (darunter mit dem Wiener Sinfonieorchester, dem Berliner Sinfonie Orchester, dem Ensemble Modern, der Deutschen Kammerphilharmonie Bremen und dem Ensemble Modern) und bei Festivals wie den Donaueschinger Musiktagen, den Wittener Tagen für neue Kammermusik, den Salzburger Festspielen und dem Warschauer Herbst auf.
Als Kammermusiker bildet Weiss mit dem Pianisten Nicolas Hodges und dem Perkussionisten Christian Dierstein das Trio Accanto und ist Mitglied des Saxophonquartetts Xasax. Zahlreiche zeitgenössische Werke schrieben Solo- und kammermusikalische Werke für ihn, darunter Peter Ablinger, Georges Aperghis, Vykintas Baltakas, John Cage, Aldo Clementi, Péter Eötvös, Beat Furrer, Michael Finnissy, Stefano Gervasoni, Vinko Globokar, Erhard Grosskopf, Manuel Hidalgo, Toshio Hosokawa, Thomas Kessler, Hanspeter Kyburz, Jō Kondō, Yu Kuwabara, Helmut Lachenmann, Roland Moser, Giorgio Netti, Brice Pauset, Stefan Prins, Wolfgang Rihm, Rebecca Saunders, Salvatore Sciarrino, Elliott Sharp, Mauricio Sotelo, Johannes Maria Staud, Karlheinz Stockhausen, Hans Thomalla, Nadir Vassena, Christian Wolff und Walter Zimmermann. Auf CD nahm er außerdem auch Kompositionen von Arnold Schönberg, Anton Webern, Stefan Wolpe, Giacinto Scelsi, Peter Ablinger, Bernhard Lang und anderen auf.